# Тале (Бурятія)
Тале (рос. Талое) — село Тункинського району, Бурятії Росії. Входить до складу Сільського поселення Галбай.
Населення — 183 особи (2015 рік).